# Teleskærm (1984)
Teleskærme optræder i George Orwells roman 1984. En teleskærm er fjernsyn og overvågningskamera i ét og bruges af det herskende Part i Oceanien til konstant at overvåge befolkningen for på den måde at fjerne risikoen for sammensværgelser. Alle medlemmer af Inderpartiet og Yderpartiet samt enkelte proletarer har teleskærme i deres boliger.
Visse privilegerede medlemmer af Inderpartiet, som f.eks. O'Brien, har tilladelse til at slukke for teleskærmen, men selv de synes at overholde den uskrevne regel om, at den kun må være slukket i en halv time ad gangen. Teleskærmene overvåges af Tankepolitiet. Det bliver dog aldrig klart hvor mange teleskærme, der overvåges ad gangen. Teleskærmene er utroligt følsomme og kan opfange et hjerteslag. Som hovedpersonen Winston Smith siger: "… selv en ryg kan være udtryksfuld."
Foruden at være overvågningsudstyr er teleskærmene også en slags fjernsyn, der sender falske nyheder om Oceaniens militære og økonomiske sejre, begejstrede udgaver af nationalsangen for at styrke patriotismen, samt de To Minutters Had, der er en film med samfundsfjenden Emmanuel Goldstein, som befolkningen er trænet i at være uenig med. De To Minutters Had giver folk mulighed for at rette deres had til Store Broder mod Goldstein, som de tror er den rigtige fjende. De fleste programmer på teleskærmen er på Nysprog.

Denne artikel er en oversættelse af artiklen Telescreens på den engelske Wikipedia. Oversættelsen tager i sin sprogbrug desuden udgangspunkt i den danske udgave af 1984 (Gyldendals Tranebøger 1973), oversat af Paul Monrad.